# Капитан «Смелого»
«Капитан „Смелого“» — повесть русского советского писателя Виля Липатова, опубликована в 1959 году.

## История
Повесть была впервые опубликована в 1959 году в журнале «Новый мир» (№ 10). Первое издание повести появилось в том же году в одноимённой книге, вышедшей в Читинском областном книжном издательстве («Капитан „Смелого“», Чита, Восточно-Сибирское книжное издательство, 1959).
Эта повесть вместе с повестью «Шестеро» является одной из ранних повестей Виля Липатова. В ней рассказывается о последнем самом трудном рейсе старого речника, капитана буксирного парохода.

## Сюжет
Начало весенней навигации на Оби. Старый капитан буксирного парохода «Смелый» не хочет бросать любимую работу речника, несмотря на плохое здоровье. Ему удаётся остаться капитаном на ещё одну навигацию, возможно, последнюю. Он предлагает руководству сплавить сверхтяжёлый плот размером в двенадцать тысяч кубометров вместо обычных четырёх тысяч от верховий Чулыма к Оби и получает согласие. Дружная команда буксира после скучной зимы с радостью выходит в рейс. «Смелый» идёт к сплавному участку у Чичка-Юл, где живёт старый друг капитана, начальник сплавщиков. Большой плот уже готов к сплаву и буксир начинает сложный путь вниз по реке. Главной опасностью является Вятская протока, где река делает крутой поворот и оказывается зажата между крутыми берегами. Надежда лишь на особый манёвр буксира, который капитан придумал ещё зимой. В критический момент плот близко подходит к крутому берегу и уже готов задеть его, но манёвр капитана, рассчитанный на упругость плота, срабатывает и сверхтяжёлый плот успешно преодолевает порог. Однако, от волнения сердце капитана не выдерживает и он теряет сознание…

## Персонажи
- Семён Красиков — начальник пристани Луговое
- Борис Зиновеевич Валов — капитан парохода «Смелый»
- Валентин Чирков — помощник капитана
- Спиридон Уткин — механик
- Иван Захарович Зорин — кочегар
- Костя Хохлов — штурвальный
- Нонна Иванкова — радистка
- Петька Передряга — молодой матрос
- Лука Рыжий — штурвальный
- Пояров — машинист
- Ведерников — кочегар
- Изосим Гулев — машинист
- Ли — боцман
- Фёдор Фёдорович — капитан-наставник
- Лиза — дочь капитана Валова
- Степан Григорьевич Ярома — старый сплавщик, начальник сплавного участка
- Петровна — жена Яромы
- Гребнев — сплавщик
- Арсентий Васильевич — секретарь обкома